# ألكسندر ماكومب (تاجر)

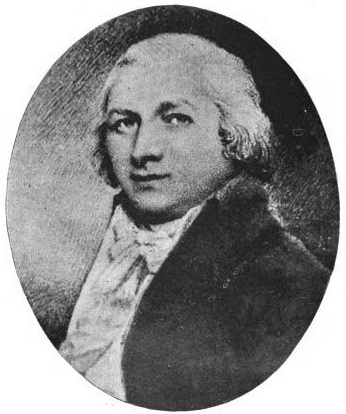
ألكسندر ماكومب.

ألكسندر ماكومب (1748-1831) تاجر وسمسار أمريكي معروف، ويعتبر من الأشخاص الذي قاموا بشراء ما يقرب أربعة ملايين فدان من أراضي نيويورك بعد الحرب الثورية الأمريكية.